# Rozsevač
Rozsevač (někdy uváděno jako Rozsévač) byl náboženský týdeník, vydávaný olomouckým arcibiskupstvím v letech 1939 až 1948. V roce 1948 byl s půlmiliónovým nákladem nejrozšířenějším týdeníkem v Československu, avšak komunistický režim jeho vydávání nuceně zastavil.

## Šéfredaktoři
- ThDr. F. Pelikán SJ (do roku 1948)
- Josef Ivo Unzeitig (v roce 1948)